# 10 Brygada Kawalerii Pancernej we Francji
10 Brygada Kawalerii Pancernej (fr. 10éme Brigade de cavalerie blindée) – polska jednostka pancerna, utworzona w czasie II wojny światowej, w 1940 we Francji.

## Początki
Powstała w wyniku odtworzenia struktur 10 Brygady Kawalerii, rozbrojonej po zakończeniu kampanii wrześniowej w 1939. Sformowana w Camp de Coëtquidan, dowodzona przez gen. Stanisława Maczka. Formowana była od jesieni 1939 do wiosny 1940.
Zaczątkiem polskich jednostek pancernych we Francji była grupa weteranów kampanii wrześniowej, uchodźców z Węgier. W Coëtquidan grupowano obsadę osobową planowanych jednostek pancernych. Byli to początkowo kierowcy oraz żołnierze służb technicznych Wojska Polskiego. Pierwsza grupa polskich oficerów broni pancernych pod dowództwem majora Leonarda Furs-Żyrkiewicza przybyła do Coëtquidan w połowie listopada 1939 roku.
W czasie kampanii francuskiej 1940 brygada znajdowała się dopiero w stadium organizacji. Francuzi okazywali niechęć w uzbrajaniu polskich jednostek tłumacząc się reorganizacją wojska i formowaniu jednostek na termin 1942 roku. Oficerom brygady udało się pozyskać jedynie małe ilości prostego sprzętu szkoleniowego. Stosunek władz francuskich do brygady zmienił się dopiero po wydarzeniach z 10 maja, kiedy to Niemcy zaatakowali Francję. 24 maja Maczek otrzymał rozkaz określający formę polskiej jednostki. W ciągu 5 dni brygada musiała się zreorganizować, odebrać i nauczyć się obsługiwać nowy sprzęt oraz przenieść się pod Paryż. Symbolem 10 Brygady Kawalerii Pancernej były czerwone maki malowane na czołgach i samochodach.

## Szlak bojowy

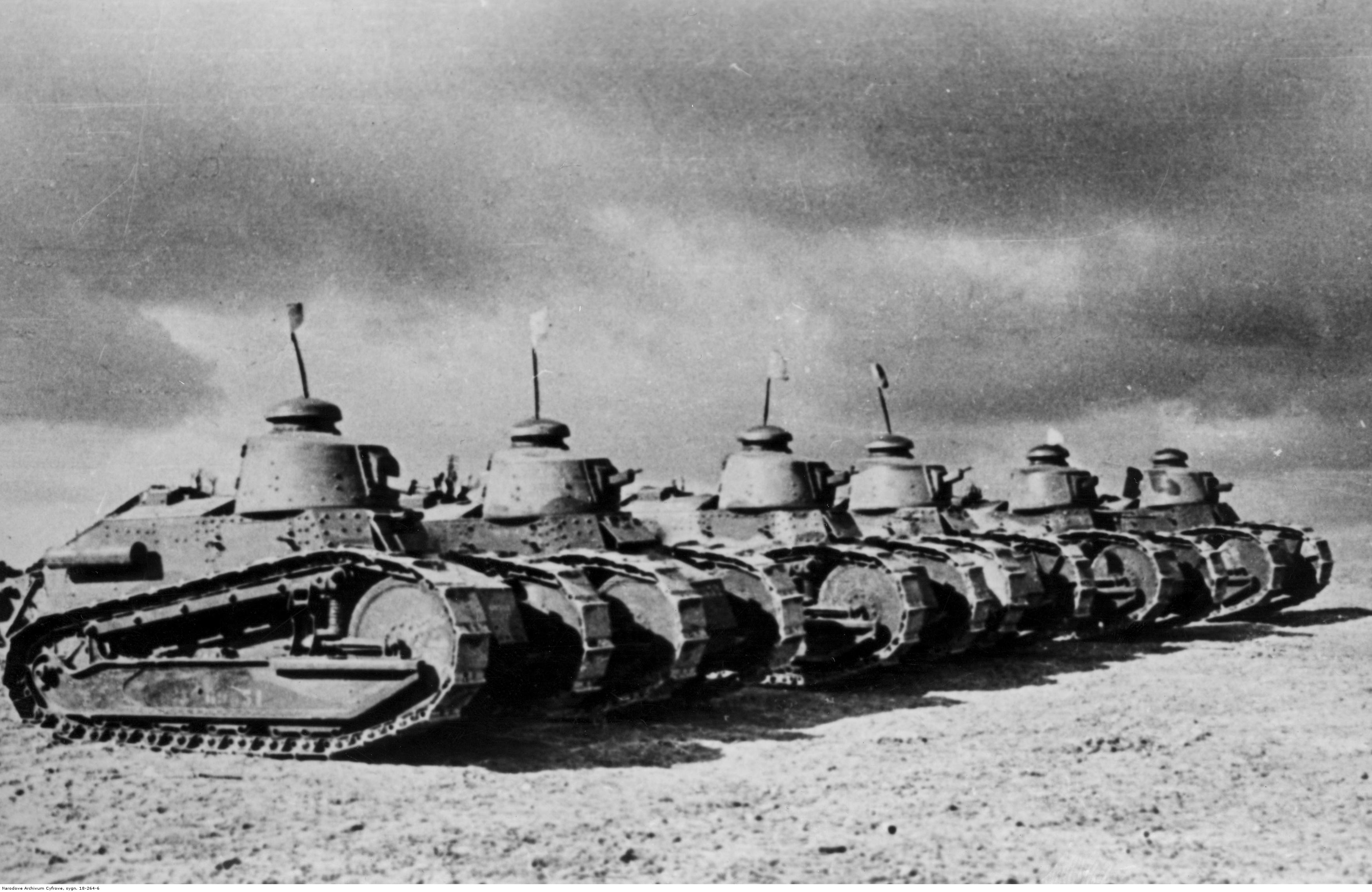
Czołgi Renault FT 1 pcz podczas postoju

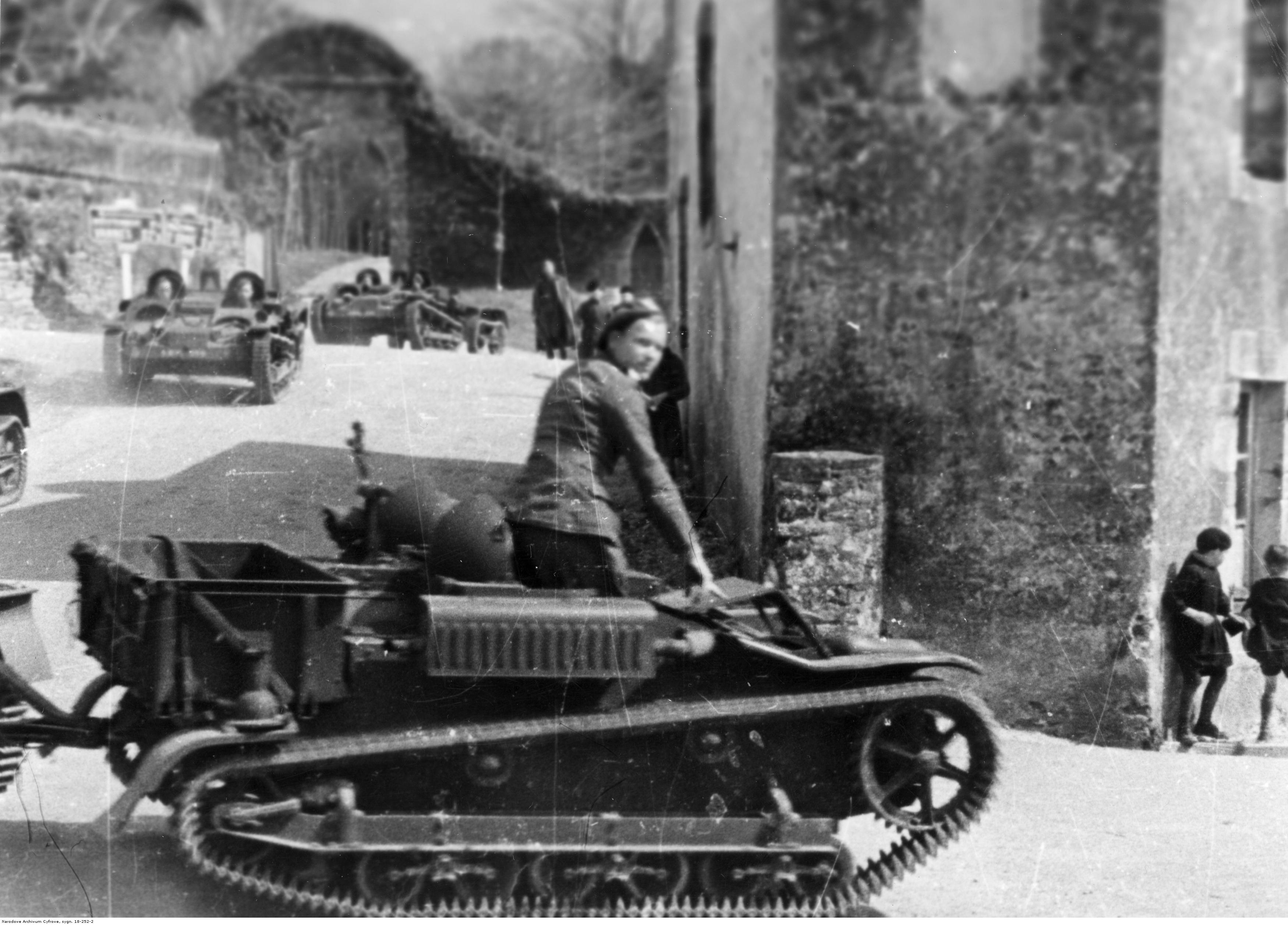
Ciągniki opancerzone Renault UE WP we Francji

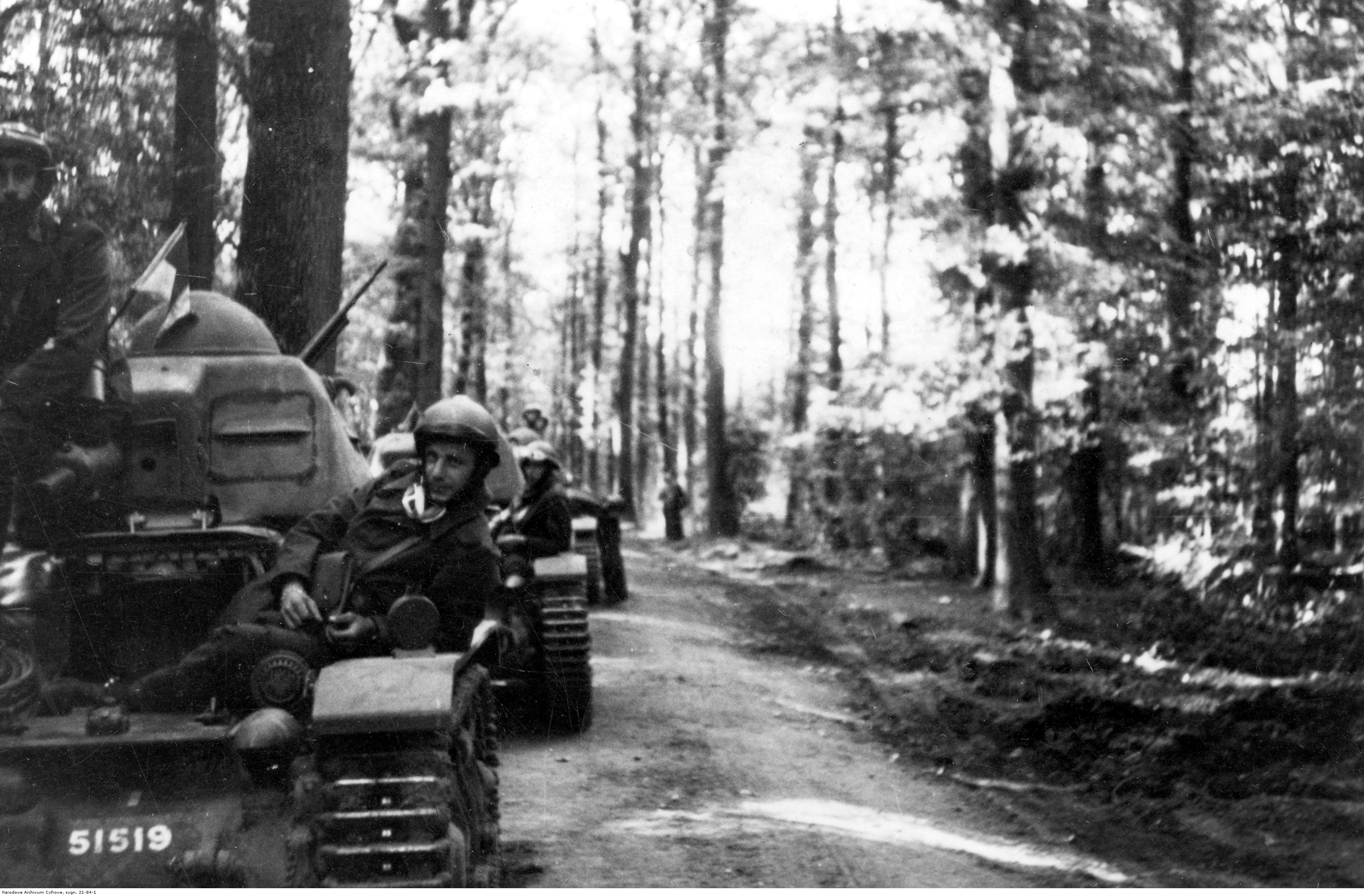
Czołgi Renault R-35 z pierwszego batalionu czołgów w czerwcu 1940 r.

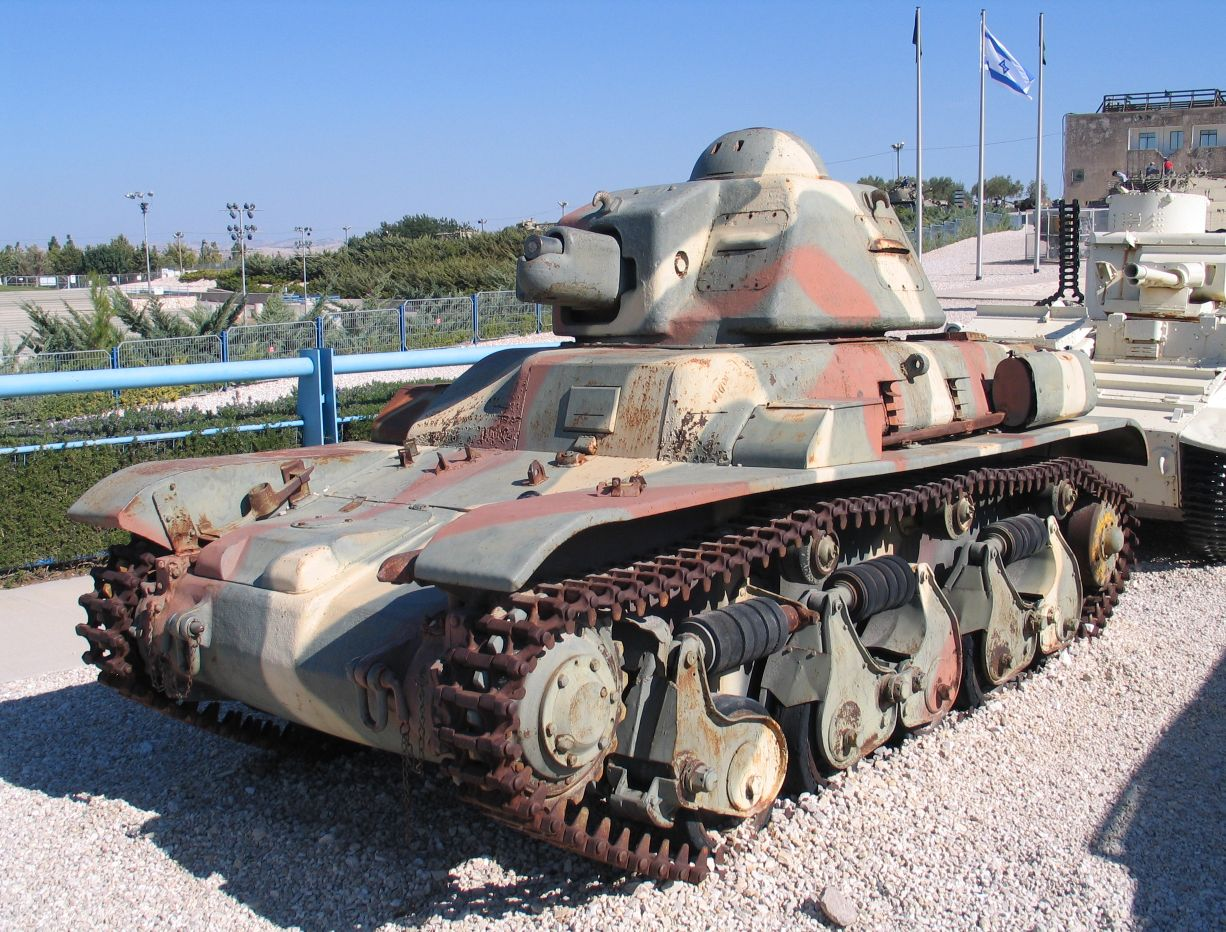
Renault R-35 – czołg brygady w muzeum w Izraelu

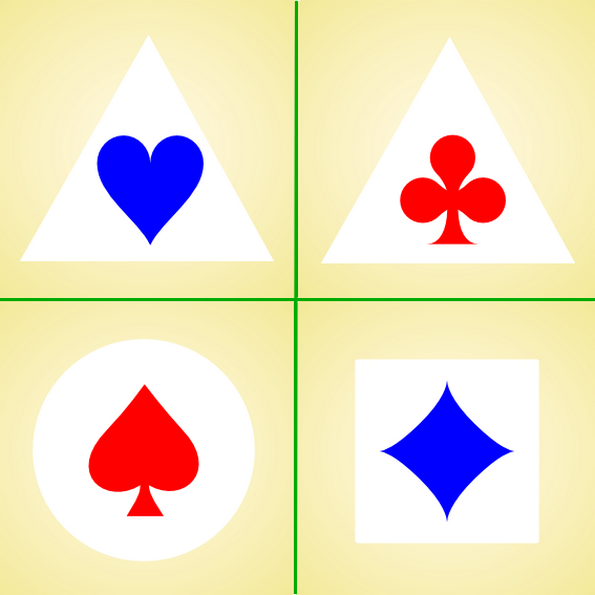
Przykładowe oznakowanie czołgów w WP we Francji

10 czerwca brygada, w niepełnym składzie, została włączona w skład francuskiej 4 Armii. Wzięła udział w walkach opóźniających w Szampanii, uderzając na Champaubert, osłaniając tym samym odwrót francuskich 20. i 59. Dywizji Piechoty przez Saint Gond. Jako straż przednia brała też w dniach 16–17 czerwca udział w walkach o Montbard, osłaniając odwrót francuskiego korpusu przez Kanał Burgundzki. 17 czerwca osiągnęła taktyczne zwycięstwo wypierając z miasta oddziały niemieckie. Straty polskie wyniosły 17 poległych i 30 rannych żołnierzy oraz trzy czołgi. Po stronie niemieckiej zginęło 60 żołnierzy, kilkunastu wzięto do niewoli. Mimo to zwycięska bitwa nie umożliwiła zdobycia przepraw a przerzucony most został wysadzony w powietrze. Gen. Maczek zdecydował się zatem opuścić miasto.
Jednostka w czasie trwania kampanii zmuszona była do systematycznego porzucania i niszczenia własnego sprzętu z powodu braku zaopatrzenia w benzynę. Dowódca próbował przenieść brygadę nad Loarę aby tam przegrupować się i dołączyć do walki o Paryż.
18 czerwca w lesie pod miejscowością Moloy gen. Maczek zdecydował się rozformować brygadę, która już wtedy nie posiadała żadnych pojazdów. Podzielił ludzi na małe oddziały i rozkazał samodzielnie maszerować na południe Francji. Znacznej części żołnierzy udało się przedostać do Wielkiej Brytanii, by już wkrótce podjąć służbę w nowo utworzonej 1 Dywizji Pancernej. Żołnierze 24 Pułku Ułanów z dowódcą płk. Kazimierzem Dworakiem ewakuowali się pod bombardowaniem niemieckim z Le Verdon-sur-Mer w nocy 22/23 czerwca. Grupa żołnierzy 10 BKPanc odpłynęła 25 czerwca ostatnim polskim transportem ewakuacyjnym z Saint-Jean-de-Luz. Według wspomnień mjr. Mieczysława Słowikowskiego grupa żołnierzy brygady oczekiwała na transport po wyjeździe gen. Maczka w lipcu 1940 we własnym obozie w Port-Vendres przy granicy francusko-hiszpańskiej, gdzie komendę sprawował kpt. K. Osiecki. Tylko niewielka część z nich mogła dotrzeć później z punktu zbornego w Szpitalu Angielskim w Marsylii przez Hiszpanię lub Afrykę Północną do Wielkiej Brytanii.
Dzisiaj tradycje 10 Brygady Kawalerii Pancernej kontynuuje 10 Brygada Kawalerii Pancernej im. gen. S. Maczka ze Świętoszowa.

## Struktura organizacyjna
- Sztab brygady
- 1 pułk czołgów[b]
- dywizjon kawalerii zmotoryzowanej[c]
- dywizjon przeciwpancerny
- kompania saperów
- bateria artylerii przeciwlotniczej 25 mm

## Obsada personalna Kwatery Głównej 10 BKPanc
Dowódca:
- gen. bryg. Stanisław Maczek

Oficerowie:
- mjr dypl. Franciszek Skibiński (szef sztabu)
- mjr Leon Jankowski (dowódca szwadronu)
- mjr Aleksander Stefanowicz (adiutant dowódcy)
- mjr Leonard Furs-Żyrkiewicz (dowódca batalionu czołgów)
- kpt. dypl. Ludwik Antoni Stankiewicz (oficer operacyjny)
- kpt. Roman Proszek
- rtm. Wiktor Zarembiński
- por. Jerzy Władysław Sokołowski
- ppor. Janusz Prądzyński
- ppor. Stanisław Raczkowski

Żołnierze:
- o. Karol Bik-Dzieszowski (kapelan)
- Stefan Bałuk
- Stefan Jasieński
- Włada Majewska
- Stefan Mich
- Rafał Niedzielski
- Zbigniew Mieczysław Rosiński
- Waldemar Szwiec